# CS Don Bosco
El Cercle Sportif Don Bosco es un equipo de fútbol de la República Democrática del Congo que milita en la Linafoot, la liga de fútbol más importante del país.

## Historia
Fue fundado en el año 1948 en la ciudad de Lubumbashi y solamente ha ganado un título en toda su historia, la Copa de Congo en el 2012.
A nivel internacional ha participado en 3 torneos continentales, en los cuales no ha podido superar la primera ronda.

## Palmarés
- Copa de Congo: 1

2012

## Participación en competiciones de la CAF
| Temporada | Torneo                       | Ronda      | Club                 | Casa | Visita | Global  |
| --------- | ---------------------------- | ---------- | -------------------- | ---- | ------ | ------- |
| 2013      | Copa Confederación de la CAF | Preliminar | Supersport United FC | 3-3  | 0-1    | 3-4     |
| 2014      | Copa Confederación de la CAF | Preliminar | VUSC                 | 3-0  | 0-1    | 3-1     |
| 2014      | Copa Confederación de la CAF | 1          | Djoliba AC           | 2-1  | 0-1    | 2-2 (a) |
| 2016      | Copa Confederación de la CAF | 1          | Misr El-Makasa SC    | 1-0  | 1-3    | 2-3     |